# Rômulo (calciatore 1995)
Rômulo dos Santos de Souza, noto semplicemente come Rômulo (Rio de Janeiro, 28 aprile 1995), è un calciatore brasiliano, attaccante svincolato.

## Statistiche

### Presenze e reti nei club
Statistiche aggiornate al 28 maggio 2023.
| Stagione        | Squadra         | Campionato      | Campionato | Campionato | Coppe nazionali | Coppe nazionali | Coppe nazionali | Coppe continentali | Coppe continentali | Coppe continentali | Altre coppe | Altre coppe | Altre coppe | Totale | Totale |
| Stagione        | Squadra         | Comp            | Pres       | Reti       | Comp            | Pres            | Reti            | Comp               | Pres               | Reti               | Comp        | Pres        | Reti        | Pres   | Reti   |
| --------------- | --------------- | --------------- | ---------- | ---------- | --------------- | --------------- | --------------- | ------------------ | ------------------ | ------------------ | ----------- | ----------- | ----------- | ------ | ------ |
| nov. 2014       | Avaí            | B               | 2          | 0          | CB              | -               | -               | -                  | -                  | -                  | -           | -           | -           | 2      | 0      |
| 2015            | Avaí            | A+A1/SC         | 28+12      | 3+0        | CB              | 1               | 0               | -                  | -                  | -                  | -           | -           | -           | 41     | 3      |
| 2016            | Avaí            | B+A1/SC         | 31+18      | 12+3       | CB              | 3               | 0               | -                  | -                  | -                  | PL          | 2           | 0           | 54     | 15     |
| 2017            | Avaí            | A+A1/SC         | 34+14      | 3+4        | CB              | 2               | 1               | -                  | -                  | -                  | PL          | 2           | 1           | 52     | 9      |
| gen.-set. 2018  | Avaí            | B+A1/SC         | 25+15      | 6+3        | CB              | 6               | 4               | -                  | -                  | -                  | -           | -           | -           | 46     | 13     |
| set. 2018-2019  | Al Dhafra       | PL              | 18         | 9          | PC+AGC          | 4+4             | 2+0             | -                  | -                  | -                  | -           | -           | -           | 26     | 11     |
| 2020-gen. 2021  | Avaí            | B+A1/SC         | 24+0       | 4+0        | CB              | 0               | 0               | -                  | -                  | -                  | -           | -           | -           | 24     | 4      |
| feb.-giu. 2021  | Ittihad Kalba   | PL              | 8          | 2          | PC+AGC          | 0+1             | 0               | -                  | -                  | -                  | -           | -           | -           | 9      | 2      |
| ago.-nov. 2021  | Avaí            | B+A1/SC         | 18+0       | 1+0        | CB              | -               | -               | -                  | -                  | -                  | -           | -           | -           | 18     | 1      |
| 2022            | Avaí            | A+A1/SC         | 13+11      | 0          | CB              | 2               | 0               | -                  | -                  | -                  | -           | -           | -           | 26     | 0      |
| gen.-apr. 2023  | Avaí            | A1/SC           | 1          | 0          |                 | -               | -               | -                  | -                  | -                  | -           | -           | -           | 1      | 0      |
| Totale Avaí     | Totale Avaí     | Totale Avaí     | 246        | 39         |                 | 14              | 5               |                    | -                  | -                  |             | 4           | 1           | 264    | 45     |
| apr.-dic. 2023  | CRB             | B               | 3          | 0          | CB              | 0               | 0               | -                  | -                  | -                  | -           | -           | -           | 3      | 0      |
| Totale carriera | Totale carriera | Totale carriera | 275        | 50         |                 | 23              | 7               |                    | -                  | -                  |             | 4           | 1           | 302    | 58     |